# Cannibale (roman)
 (décembre 2024).
Pour les articles homonymes, voir Cannibale.
Cannibale est un roman de l'écrivain congolais Désiré Bolya Baenga. Paru aux éditions Pierre-Marcel Favre en 1986, l'ouvrage reçoit le Grand Prix littéraire d'Afrique noire la même année.